# Bego
Bego van Toulouse (ca. 765 - 28 oktober 816), ook Bego van Parijs, was een zoon van graaf Gerard I van Parijs en van Rotrude, mogelijk een kleindochter van Karel Martel. Hij was een vooraanstaande vazal van Lodewijk de Vrome.

## Leven
Al voor 806 was Bego kamerheer van Lodewijk de Vrome, die toen koning van Aquitanië was. Na het aftreden van Willem van Gellone in 806
werd hij graaf van Toulouse, hertog van Septimanië en Aquitanië, en markgraaf van de Spaanse Mark - en daarmee dus de opperbevelhebber in de strijd tegen de Arabieren in Spanje. In 815 werd hij graaf van Parijs, als opvolger van zijn broer Stefanus. Hij liet het klooster van Saint-Maur-des-Fossés reorganiseren door Benedictus van Aniane, de belangrijkste abt van het Frankische rijk.

## Huwelijken en kinderen
Bego was in zijn eerste huwelijk getrouwd met een onbekende vrouw, ze kregen de volgende kinderen:
- Engeltrude (ca. 795), getrouwd met Unruoch II van Ternois, moeder van Eberhard van Friuli
- Suzanna (ca. 795), getrouwd met Wulfhard van Angoulême, ouders van Adalhard van Parijs

Ca. 806 huwde met Bego met Alpeidis, een buitenechtelijke dochter van Lodewijk de Vrome, ze kregen de volgende kinderen:
- Leuthard II, graaf van Parijs
- Eberhard
- Landrada, getrouwd met graaf Donatus van Melun

In 817 werd Alpeidis abdis van Saint-Pierre-le-Bas te Reims, waar zij in 852 werd begraven.
- Gemeinsame Normdatei: 136803849
- Virtual International Authority File: 81087534